# Liên họ Tôm he
Liên họ Tôm he (danh pháp khoa học: Penaeoidea) là một trong hai liên họ lớn của phân bộ Dendrobranchiata. Nó bao gồm 8 họ, với 3 trong số này chỉ được biết đến dưới dạng hóa thạch. Hồ sơ hóa thạch của nhóm này kéo dài tới loài tôm chân kim Aciculopoda mapesi, được phát hiện trong các trầm tích niên đại thuộc tầng Famenne ở Oklahoma, Hoa Kỳ.
- † Aciculopodidae (1 chi, 1 loài)
- † Aegeridae (2 chi, 25 loài)
- Aristeidae (10 chi, 28 loài): Họ Tôm đỏ gai
- Benthesicymidae (5 chi, 43 loài)
- † Carpopenaeidae (1 chi, 3 loài)
- Penaeidae (48 chi, 286 loài): Họ Tôm he
- Sicyoniidae (1 chi, 53 loài): Họ Tôm đơn nhánh
- Solenoceridae (9 chi, 86 loài): Họ Tôm lửa